# Александра Брячиславна
Алекса́ндра Брячисла́вна (в некоторых источниках Параске́ва) — полоцкая княжна, дочь князя Брячислава Васильковича. Местночтимая (Владимирская епархия) святая (в иночестве, предположительно, Ва́сса): дни памяти — 23 ноября (6 декабря), 23 июня (6 июля) (Собор Владимирских святых).
C 1238 года — супруга владимирского княжича, князя новгородского и будущего великого князя владимирского Александра Ярославича Невского.
Погребена в соборе Успения Богородицы Успенского Княгинина монастыря во Владимире.

## Дети
Сыновья:
- Василий (до 1245—1271) — князь Новгородский;
- Дмитрий (1250—1294) — князь Новгородский (1260—1263), князь Переяславский, великий князь Владимирский в 1276—1281 и 1283—1293 годах;
- Андрей (около 1255—1304) — князь Костромской (1276—1293, 1296—1304), великий князь Владимирский (1281—1284, 1292—1304), князь Новгородский (1281—1285, 1292—1304), князь Городецкий (1264—1304);
- Даниил (1261—1303) — князь Московский (1263—1303), основатель династии Даниловичей.

Дочь:
- Евдокия — жена князя Константина Ростиславича Смоленского.

## Образ в культуре
Александра Брячиславна стала персонажем романа Дмитрия Балашова «Младший сын» из цикла «Государи Московские». В фильме «Александр. Невская битва» (Россия, 2008) её сыграла Светлана Бакулина.